# 2024–2025-ös angol labdarúgó-bajnokság (átigazolások)
Ezen szócikkben a 2024–2025-ös angol labdarúgó-bajnokság első osztályában történt átigazolások vannak felsorolva, csapatokra lebontva.
2025. február 3-án frissítve

## Statisztika
| Csapat                  | Nyári időszak  | Nyári időszak  | Nyári időszak | Téli időszak | Téli időszak | Téli időszak  | Összesen      |
| Csapat                  | Költekezés     | Bevétel        | Különbség     | Költekezés   | Bevétel      | Különbség     | Összesen      |
| ----------------------- | -------------- | -------------- | ------------- | ------------ | ------------ | ------------- | ------------- |
| Aston Villa             | €176 200 000   | €145 000 000   | €−31 200 000  | €32 000 000  | €110 700 000 | €78 700 000   | €47 500 000   |
| Everton                 | €50 200 000    | €83 650 000    | €33 450 000   | €0           | €0           | €0            | €33 450 000   |
| Newcastle United        | €68 200 000    | €76 200 000    | €8 000 000    | €0           | €13 350 000  | €13 350 000   | €21 350 000   |
| Crystal Palace          | €77 700 000    | €100 700 000   | €23 000 000   | €14 200 000  | €0           | €−14 200 000  | €8 800 000    |
| Wolverhampton Wanderers | €74 400 000    | €112 500 000   | €38 100 000   | €32 000 000  | €1 200 000   | €−30 810 000  | €7 290 000    |
| Liverpool               | €42 000 000    | €47 000 000    | €5 000 000    | €0           | €0           | €0            | €5 000 000    |
| Chelsea                 | €238 500 000   | €198 000 000   | €−40 500 000  | €0           | €24 900 000  | €24 900 000   | €−15 600 000  |
| Nottingham Forest       | €105 500 000   | €86 700 000    | €−18 800 000  | €0           | €0           | €0            | €−18 800 000  |
| Fulham                  | €91 550 000    | €68 800 000    | €−22 750 000  | €0           | €0           | €0            | €−22 750 000  |
| Arsenal                 | €108 900 000   | €83 790 000    | €−25 110 000  | €0           | €1 800 000   | €1 800 000    | €−23 310 000  |
| Brentford               | €97 900 000    | €74 500 000    | €−23 400 000  | €500 000     | €0           | €−500 000     | €−23 900 000  |
| Leicester City          | €86 800 000    | €35 400 000    | €−51 400 000  | €3 000 000   | €11 850 000  | €8 850 000    | €−41 850 000  |
| Bournemouth             | €104 370 000   | €66 090 000    | €−38 290 000  | €21 500 000  | €0           | €−21 500 000  | €−59 790 000  |
| Southampton             | €117 150 000   | €41 590 000    | €−75 560 000  | €5 000 000   | €0           | €−5 000 000   | €−80 560 000  |
| West Ham United         | €144 400 000   | €44 750 000    | €−99 650 000  | €0           | €0           | €0            | €−99 650 000  |
| Manchester City         | €25 000 000    | €141 000 000   | €116 000 000  | €218 000 000 | €0           | €−218 000 000 | €−102 000 000 |
| Tottenham Hotspur       | €144 850 000   | €55 300 000    | €−89 550 000  | €30 500 000  | €0           | €−30 500 000  | €−120 050 000 |
| Manchester United       | €214 500 000   | €103 000 000   | €−111 500 000 | €31 800 000  | €0           | €−31 800 000  | €−143 300 000 |
| Ipswich Town            | €126 490 000   | €1 650 000     | €−124 840 000 | €26 100 000  | €710 000     | €−25 390 000  | €−150 230 000 |
| Brighton & Hove Albion  | €231 200 000   | €48 290 000    | €−182 910 000 | €48 750 000  | €1 500 000   | €−47 250 000  | €−230 160 000 |
| Összesen                | €2 325 062 600 | €1 615 305 000 | €−709 757 600 | €340 150 000 | €152 505 000 | €−187 645 000 | €−897 402 600 |

## Arsenal

### Nyári átigazolási időszak

#### Érkezők
| Játékos            | Életkor  | Pozíció  | Honnan        | Összeg       | For.         |
| ------------------ | -------- | -------- | ------------- | ------------ | ------------ |
| Riccardo Calafiori | 22       | hátvéd   | Bologna       | €45 000 000  | [ 1 ]        |
| Mikel Merino       | 22       | hátvéd   | Real Sociedad | €32 000 000  | [ 2 ]        |
| David Raya         | 28       | kapus    | Brentford     | €31 900 000  | [ 3 ]        |
| Neto               | 35       | kapus    | Bournemouth   | Kölcsönben   | [ 4 ]        |
| Összesen           | Összesen | Összesen | Összesen      | €108 900 000 | €108 900 000 |

#### Távozók
| Játékos               | Életkor  | Pozíció     | Hova                   | Összeg                | For.        |
| --------------------- | -------- | ----------- | ---------------------- | --------------------- | ----------- |
| Emile Smith Rowe      | 24       | középpályás | Fulham                 | €31 800 000           | [ 5 ]       |
| Eddie Nketiah         | 25       | csatár      | Crystal Palace         | €29 700 000           | [ 6 ]       |
| Aaron Ramsdale        | 26       | kapus       | Southampton            | €21 400 000           | [ 7 ]       |
| Fábio Vieira          | 24       | középpályás | Porto                  | €890 000 (Kölcsönben) | [ 8 ]       |
| Arthur Okonkwo        | 22       | kapus       | Wrexham                | €0                    | [ 9 ]       |
| Amario Cozier-Duberry | 19       | csatár      | Brighton & Hove Albion | €0                    | [ 10 ]      |
| Mohamed en-Neni       | 31       | középpályás | el-Dzsazíra            | €0                    | [ 11 ]      |
| Albert Sambi Lokonga  | 24       | középpályás | Sevilla                | Kölcsönben            | [ 12 ]      |
| Nuno Tavares          | 24       | hátvéd      | Lazio                  | Kölcsönben            | [ 13 ]      |
| Karl Jakob Hein       | 22       | kapus       | Real Valladolid        | Kölcsönben            | [ 14 ]      |
| Reiss Nelson          | 24       | csatár      | Fulham                 | Kölcsönben            | [ 15 ]      |
| Cédric Soares         | 32       | hátvéd      | Nincs klubja           | Nincs klubja          | [ 11 ]      |
| Összesen              | Összesen | Összesen    | Összesen               | €83 970 000           | €83 970 000 |

### Téli átigazolási időszak

#### Távozók
| Játékos      | Életkor  | Pozíció  | Hova              | Összeg     | For.       |
| ------------ | -------- | -------- | ----------------- | ---------- | ---------- |
| Ayden Heaven | 18       | hátvéd   | Manchester United | €1 800 000 | [ 16 ]     |
| Marquinhos   | 21       | csatár   | Cruzeiro          | Kölcsönben |            |
| Összesen     | Összesen | Összesen | Összesen          | €1 800 000 | €1 800 000 |

## Aston Villa

### Nyári átigazolási időszak

#### Érkezők
| Játékos             | Életkor  | Pozíció     | Honnan           | Összeg       | For.         |
| ------------------- | -------- | ----------- | ---------------- | ------------ | ------------ |
| Amadou Onana        | 22       | középpályás | Everton          | €59 350 000  | [ 17 ]       |
| Ian Maatsen         | 22       | hátvéd      | Chelsea          | €44 500 000  | [ 18 ]       |
| Cameron Archer      | 22       | csatár      | Sheffield United | €16 650 000  | [ 19 ]       |
| Jaden Philogene     | 22       | csatár      | Hull City        | €16 000 000  | [ 20 ]       |
| Samuel Iling-Junior | 20       | csatár      | Juventus         | €14 000 000  | [ 21 ]       |
| Lewis Dobbin        | 21       | csatár      | Everton          | €11 800 000  | [ 22 ]       |
| Enzo Barrenechea    | 23       | középpályás | Juventus         | €8 000 000   | [ 21 ]       |
| Ross Barkley        | 30       | középpályás | Luton Town       | €5 900 000   | [ 23 ]       |
| Összesen            | Összesen | Összesen    | Összesen         | €176 200 000 | €176 200 000 |

#### Távozók
| Játékos             | Életkor  | Pozíció     | Hova                 | Összeg       | For.         |
| ------------------- | -------- | ----------- | -------------------- | ------------ | ------------ |
| Moussa Diaby        | 25       | csatár      | el-Áttihád           | €60 000 000  | [ 24 ]       |
| Douglas Luiz        | 26       | középpályás | Juventus             | €51 500 000  | [ 25 ]       |
| Cameron Archer      | 22       | csatár      | Southampton          | €17 600 000  | [ 26 ]       |
| Tim Iroegbunam      | 21       | középpályás | Everton              | €10 700 000  | [ 27 ]       |
| Morgan Sanson       | 29       | középpályás | OGC Nice             | €4 000 000   | [ 28 ]       |
| Viljami Sinisalo    | 22       | kapus       | Celtic               | €1 200 000   | [ 29 ]       |
| Calum Chambers      | 29       | hátvéd      | Cardiff City         | €0           | [ 30 ]       |
| Philippe Coutinho   | 32       | középpályás | Vasco da Gama        | Kölcsönben   | [ 31 ]       |
| Lino Sousa          | 19       | hátvéd      | Bristol Rovers       | Kölcsönben   | [ 32 ]       |
| Àlex Moreno         | 31       | hátvéd      | Nottingham Forest    | Kölcsönben   | [ 33 ]       |
| Samuel Iling-Junior | 20       | csatár      | Bologna              | Kölcsönben   | [ 34 ]       |
| Filip Marschall     | 21       | kapus       | Crewe Alexandra      | Kölcsönben   | [ 35 ]       |
| Kaine Kesler-Hayden | 21       | hátvéd      | Preston North End    | Kölcsönben   | [ 36 ]       |
| Lewis Dobbin        | 21       | csatár      | West Bromwich Albion | Kölcsönben   | [ 37 ]       |
| Leander Dendoncker  | 29       | középpályás | Anderlecht           | Kölcsönben   | [ 38 ]       |
| Összesen            | Összesen | Összesen    | Összesen             | €145 000 000 | €145 000 000 |

### Téli átigazolási időszak

#### Érkezők
| Játékos         | Életkor  | Pozíció  | Honnan              | Összeg      | For.        |
| --------------- | -------- | -------- | ------------------- | ----------- | ----------- |
| Donyell Malen   | 25       | csatár   | Borussia Dortmund   | €25 000 000 | [ 39 ]      |
| Andrés García   | 21       | hátvéd   | Levante             | €7 000 000  | [ 40 ]      |
| Marcus Rashford | 27       | csatár   | Manchester United   | Kölcsönben  | [ 41 ]      |
| Marco Asensio   | 29       | csatár   | Paris Saint-Germain | Kölcsönben  | [ 42 ]      |
| Összesen        | Összesen | Összesen | Összesen            | €32 000 000 | €32 000 000 |

#### Távozók
| Játékos             | Életkor  | Pozíció     | Hova             | Összeg       | For.         |
| ------------------- | -------- | ----------- | ---------------- | ------------ | ------------ |
| Jhon Durán          | 22       | csatár      | en-Naszr         | €77 000 000  | [ 43 ]       |
| Jaden Philogene     | 22       | csatár      | Ipswich Town     | €23 700 000  | [ 44 ]       |
| Diego Carlos        | 31       | hátvéd      | Fenerbahçe       | €10 000 000  | [ 45 ]       |
| Lewis Dobbin        | 22       | csatár      | Norwich City     | Kölcsönben   | [ 46 ]       |
| Emiliano Buendía    | 28       | középpályás | Bayer Leverkusen | Kölcsönben   | [ 47 ]       |
| Joe Gauci           | 24       | kapus       | Barnsley         | Kölcsönben   | [ 48 ]       |
| Samuel Iling-Junior | 21       | csatár      | Middlesbrough    | Kölcsönben   | [ 49 ]       |
| Kosta Nedeljković   | 19       | htávéd      | RB Leipzig       | Kölcsönben   | [ 50 ]       |
| Összesen            | Összesen | Összesen    | Összesen         | €110 700 000 | €110 700 000 |

## Bournemouth

### Nyári átigazolási időszak

#### Érkezők
| Játékos           | Életkor  | Pozíció  | Honnan             | Összeg       | For.         |
| ----------------- | -------- | -------- | ------------------ | ------------ | ------------ |
| Evanilson         | 24       | csatár   | Porto              | €37 000 000  | [ 51 ]       |
| Luis Sinisterra   | 25       | csatár   | Leeds United       | €23 400 000  | [ 52 ]       |
| Enes Ünal         | 27       | csatár   | Getafe             | €16 500 000  | [ 53 ]       |
| Dean Huijsen      | 19       | hátvéd   | Juventus           | €15 200 000  | [ 54 ]       |
| Julián Araujo     | 23       | hátvéd   | Barcelona          | €10 000 000  | [ 55 ]       |
| Alex Paulsen      | 21       | kapus    | Wellington Phoenix | €2 270 000   | [ 56 ]       |
| Daniel Jebbison   | 20       | csatár   | Sheffield United   | €0           | [ 57 ]       |
| Kepa Arrizabalaga | 29       | kapus    | Chelsea            | Kölcsönben   | [ 58 ]       |
| Összesen          | Összesen | Összesen | Összesen           | €104 370 000 | €104 370 000 |

#### Távozók
| Játékos            | Életkor  | Pozíció     | Hova                | Összeg       | For.        |
| ------------------ | -------- | ----------- | ------------------- | ------------ | ----------- |
| Dominic Solanke    | 26       | csatár      | Tottenham Hotspur   | €64 300 000  | [ 59 ]      |
| Kieffer Moore      | 31       | csatár      | Sheffield United    | €1 790 000   | [ 60 ]      |
| Lloyd Kelly        | 25       | hátvéd      | Newcastle United    | €0           | [ 61 ]      |
| Jamal Lowe         | 29       | csatár      | Sheffield Wednesday | €0           | [ 61 ]      |
| Gavin Kilkenny     | 24       | középpályás | Swindon Town        | €?           | [ 62 ]      |
| Chris Mepham       | 26       | hátvéd      | Sunderland          | Kölcsönben   | [ 63 ]      |
| Daniel Jebbison    | 21       | csatár      | Watford             | Kölcsönben   | [ 64 ]      |
| Hamed Traorè       | 24       | középpályás | Auxerre             | Kölcsönben   | [ 65 ]      |
| Joe Rothwell       | 29       | középpályás | Leeds United        | Kölcsönben   | [ 66 ]      |
| Romain Faivre      | 26       | középpályás | Stade Brestois      | Kölcsönben   | [forrás?]   |
| Jaidon Anthony     | 24       | csatár      | Burnley             | Kölcsönben   | [ 67 ]      |
| Alex Paulsen       | 22       | kapus       | Auckland            | Kölcsönben   | [ 68 ]      |
| Neto               | 35       | kapus       | Arsenal             | Kölcsönben   | [ 4 ]       |
| Emiliano Marcondes | 29       | középpályás | Nincs klubja        | Nincs klubja | [ 61 ]      |
| Darren Randolph    | 37       | kapus       | Nincs klubja        | Nincs klubja | [ 61 ]      |
| Ryan Fredericks    | 31       | hátvéd      | Nincs klubja        | Nincs klubja | [ 61 ]      |
| Összesen           | Összesen | Összesen    | Összesen            | €66 090 000  | €66 090 000 |

### Téli átigazolási időszak

#### Érkezők
| Játékos           | Életkor  | Pozíció  | Honnan      | Összeg      | For.        |
| ----------------- | -------- | -------- | ----------- | ----------- | ----------- |
| Eli Junior Kroupi | 18       | csatár   | Lorient     | €12 000 000 | [ 69 ]      |
| Julio Soler       | 19       | hátvéd   | Lanús       | €8 000 000  | [ 70 ]      |
| Matai Akinmboni   | 18       | hátvéd   | D.C. United | €1 500 000  | [ 71 ]      |
| Összesen          | Összesen | Összesen | Összesen    | €21 500 000 | €21 500 000 |

#### Távozók
| Játékos           | Életkor  | Pozíció     | Hova          | Összeg     | For.   |
| ----------------- | -------- | ----------- | ------------- | ---------- | ------ |
| Eli Junior Kroupi | 18       | csatár      | Lorient       | Kölcsönben | [ 69 ] |
| Philip Billing    | 28       | középpályás | Napoli        | Kölcsönben | [ 72 ] |
| Max Aarons        | 25       | hátvéd      | Valencia      | Kölcsönben | [ 73 ] |
| Mark Travers      | 25       | kapus       | Middlesbrough | Kölcsönben | [ 74 ] |
| Összesen          | Összesen | Összesen    | Összesen      | €0         | €0     |

## Brentford

### Nyári átigazolási időszak

#### Érkezők
| Játékos           | Életkor  | Pozíció     | Honnan      | Összeg      | For.        |
| ----------------- | -------- | ----------- | ----------- | ----------- | ----------- |
| Igor Thiago       | 23       | csatár      | Club Brugge | €33 000 000 | [ 75 ]      |
| Sepp van den Berg | 22       | hátvéd      | Liverpool   | €23 600 000 | [ 76 ]      |
| Fábio Carvalho    | 21       | középpályás | Liverpool   | €23 400 000 | [ 77 ]      |
| Gustavo Nunes     | 18       | csatár      | Grêmio      | €12 000 000 | [ 78 ]      |
| Jayden Meghoma    | 18       | hátvéd      | Southampton | €5 900 000  | [ 79 ]      |
| Összesen          | Összesen | Összesen    | Összesen    | €97 900 000 | €97 900 000 |

#### Távozók
| Játékos            | Életkor  | Pozíció     | Hova         | Összeg      | For.        |
| ------------------ | -------- | ----------- | ------------ | ----------- | ----------- |
| Ivan Toney         | 28       | csatár      | el-Áhlí      | €42 000 000 | [ 80 ]      |
| David Raya         | 28       | kapus       | Arsenal      | €31 900 000 | [ 81 ]      |
| Fin Stevens        | 21       | hátvéd      | St. Pauli    | €600 000    | [ 82 ]      |
| Számán Kodúsz      | 30       | középpályás | Kalba        | €0          | [ 83 ]      |
| Zanka              | 34       | hátvéd      | Anderlecht   | €0          | [ 84 ]      |
| Thomas Strakosha   | 29       | kapus       | AÉK          | €0          | [ 85 ]      |
| Shandon Baptiste   | 26       | középpályás | Luton Town   | €0          | [ 83 ]      |
| Charlie Goode      | 28       | hátvéd      | Stevenage    | €0          | [ 83 ]      |
| Ben Winterbottom   | 23       | kapus       | Fylde        | Kölcsönben  | [ 86 ]      |
| Myles Peart-Harris | 21       | középpályás | Swansea City | Kölcsönben  | [ 87 ]      |
| Frank Onyeka       | 26       | középpályás | Augsburg     | Kölcsönben  | [ 88 ]      |
| Ellery Balcombe    | 24       | kapus       | St. Mirren   | Kölcsönben  | [ 89 ]      |
| Összesen           | Összesen | Összesen    | Összesen     | €74 500 000 | €74 500 000 |

### Téli átigazolási időszak

#### Érkezők
| Játékos        | Életkor  | Pozíció  | Honnan     | Összeg                | For.     |
| -------------- | -------- | -------- | ---------- | --------------------- | -------- |
| Michael Kayode | 20       | hátvéd   | Fiorentina | €500 000 (kölcsönben) | [ 90 ]   |
| Összesen       | Összesen | Összesen | Összesen   | €500 000              | €500 000 |

#### Távozók
| Játékos         | Életkor  | Pozíció     | Hova              | Összeg     | For.   |
| --------------- | -------- | ----------- | ----------------- | ---------- | ------ |
| Jayden Meghoma  | 18       | hátvéd      | Preston North End | Kölcsönben | [ 91 ] |
| Mads Roerslev   | 25       | hátvéd      | VfL Wolfsburg     | Kölcsönben | [ 92 ] |
| Ellery Balcombe | 25       | kapus       | Motherwell        | Kölcsönben | [ 93 ] |
| Matthew Cox     | 21       | kapus       | Crawley Town      | Kölcsönben | [ 94 ] |
| Ryan Trevitt    | 21       | középpályás | Exeter City       | Kölcsönben | [ 95 ] |
| Összesen        | Összesen | Összesen    | Összesen          | €0         | €0     |

## Brighton & Hove Albion

### Nyári átigazolási időszak

#### Érkezők
| Játékos                | Életkor  | Pozíció     | Honnan           | Összeg       | For.         |
| ---------------------- | -------- | ----------- | ---------------- | ------------ | ------------ |
| Georginio Rutter       | 22       | csatár      | Leeds United     | €46 700 000  | [ 96 ]       |
| Yankuba Minteh         | 19       | csatár      | Newcastle United | €35 000 000  | [ 97 ]       |
| Mats Wieffer           | 24       | középpályás | Feyenoord        | €32 000 000  | [ 98 ]       |
| Brajan Gruda           | 20       | csatár      | 1. FSV Mainz 05  | €31 500 000  | [ 99 ]       |
| Ferdi Kadıoğlu         | 24       | hátvéd      | Fenerbahçe       | €30 000 000  | [ 100 ]      |
| Matt O’Riley           | 23       | középpályás | Celtic           | €29 500 000  | [ 101 ]      |
| Ibrahim Osman          | 19       | csatár      | Nordsjælland     | €19 500 000  | [ 102 ]      |
| Malick Junior Yalcouyé | 18       | középpályás | Göteborg         | €7 000 000   | [ 103 ]      |
| Amario Cozier-Duberry  | 19       | csatár      | Arsenal          | €0           | [ 10 ]       |
| Összesen               | Összesen | Összesen    | Összesen         | €231 200 000 | €231 200 000 |

#### Távozók
| Játékos                | Életkor  | Pozíció     | Hova                | Összeg       | For.        |
| ---------------------- | -------- | ----------- | ------------------- | ------------ | ----------- |
| Deniz Undav            | 28       | csatár      | VfB Stuttgart       | €26 700 000  | [ 104 ]     |
| Billy Gilmour          | 23       | középpályás | Napoli              | €14 000 000  | [ 105 ]     |
| Pascal Groß            | 33       | középpályás | Borussia Dortmund   | €7 000 000   | [ 106 ]     |
| Marc Leonard           | 22       | középpályás | Birmingham City     | €590 000     | [ 107 ]     |
| Adam Lallana           | 36       | középpályás | Southampton         | €0           | [ 108 ]     |
| Mahmoud Dahoud         | 28       | középpályás | Eintracht Frankfurt | €0           | [ 109 ]     |
| Jensen Weir            | 22       | középpályás | Wigan Athletic      | €?           | [ 110 ]     |
| Kacper Kozlowski       | 20       | középpályás | Gaziantep           | €?           | [ 111 ]     |
| Ibrahim Osman          | 19       | csatár      | Feyenoord           | Kölcsönben   | [ 112 ]     |
| Malick Junior Yalcouyé | 18       | középpályás | Sturm Graz          | Kölcsönben   | [ 113 ]     |
| Abdallah Sima          | 23       | csatár      | Stade Brestois      | Kölcsönben   | [ 114 ]     |
| Jeremy Sarmiento       | 22       | csatár      | Burnley             | Kölcsönben   | [ 115 ]     |
| Facundo Buonanotte     | 19       | középpályás | Leicester City      | Kölcsönben   | [ 116 ]     |
| Odeluga Offiah         | 21       | hátvéd      | Blackpool           | Kölcsönben   | [ 117 ]     |
| Amario Cozier-Duberry  | 19       | csatár      | Blackburn Rovers    | Kölcsönben   | [ 118 ]     |
| Andrew Moran           | 20       | középpályás | Stoke City          | Kölcsönben   | [ 119 ]     |
| Valentín Barco         | 20       | hátvéd      | Sevilla             | Kölcsönben   | [ 120 ]     |
| Tom McGill             | 24       | kapus       | Milton Keynes Dons  | Kölcsönben   | [ 121 ]     |
| Carl Rushworth         | 23       | kapus       | Hull City           | Kölcsönben   | [ 122 ]     |
| Steven Alzate          | 25       | középpályás | Nincs klubja        | Nincs klubja | [ 108 ]     |
| Összesen               | Összesen | Összesen    | Összesen            | €48 290 000  | €48 290 000 |

### Téli átigazolási időszak

#### Érkezők
| Játékos            | Életkor  | Pozíció     | Honnan         | Összeg      | For.        |
| ------------------ | -------- | ----------- | -------------- | ----------- | ----------- |
| Sztéfanosz Dzímasz | 19       | csatár      | 1. FC Nürnberg | €25 000 000 | [ 123 ]     |
| Diego Gómez        | 21       | középpályás | Inter Miami    | €13 000 000 | [ 124 ]     |
| Eiran Cashin       | 23       | hátvéd      | Derby County   | €10 750 000 | [ 125 ]     |
| Összesen           | Összesen | Összesen    | Összesen       | €48 750 000 | €48 750 000 |

#### Távozók
| Játékos            | Életkor  | Pozíció     | Hova            | Összeg     | For.       |
| ------------------ | -------- | ----------- | --------------- | ---------- | ---------- |
| Jakub Moder        | 25       | középpályás | Feyenoord       | €1 500 000 | [ 126 ]    |
| Imari Samuels      | 21       | hátvéd      | Dundee          | €?         | [ 127 ]    |
| Julio Enciso       | 21       | középpályás | Ipswich Town    | Kölcsönben | [ 128 ]    |
| Evan Ferguson      | 20       | csatár      | West Ham United | Kölcsönben | [ 129 ]    |
| Sztéfanosz Dzímasz | 19       | csatár      | 1. FC Nürnberg  | Kölcsönben | [ 123 ]    |
| Valentín Barco     | 20       | hátvéd      | Strasbourg      | Kölcsönben | [ 130 ]    |
| Összesen           | Összesen | Összesen    | Összesen        | €1 500 000 | €1 500 000 |

## Chelsea

### Nyári átigazolási időszak

#### Érkezők
| Játékos               | Életkor  | Pozíció     | Honnan                  | Összeg                  | For.         |
| --------------------- | -------- | ----------- | ----------------------- | ----------------------- | ------------ |
| Pedro Neto            | 24       | csatár      | Wolverhampton Wanderers | €60 000 000             | [ 131 ]      |
| João Félix            | 24       | csatár      | Atlético Madrid         | €52 000 000             | [ 132 ]      |
| Kiernan Dewsbury-Hall | 25       | középpályás | Leicester City          | €35 400 000             | [ 133 ]      |
| Filip Jørgensen       | 22       | kapus       | Villarreal              | €24 500 000             | [ 134 ]      |
| Omari Kellyman        | 18       | középpályás | Aston Villa             | €22 500 000             | [ 135 ]      |
| Mike Penders          | 19       | kapus       | Genk                    | €20 000 000             | [ 136 ]      |
| Aarón Anselmino       | 19       | hátvéd      | Boca Juniors            | €16 500 000             | [ 137 ]      |
| Renato Veiga          | 20       | középpályás | Basel                   | €14 000 000             | [ 138 ]      |
| Caleb Wiley           | 19       | hátvéd      | Atlanta United          | €10 100 000             | [ 139 ]      |
| Marc Guiu             | 18       | csatár      | Barcelona               | €6 000 000              | [ 140 ]      |
| Jadon Sancho          | 24       | csatár      | Manchester United       | €5 900 000 (kölcsönben) | [ 141 ]      |
| Tosin Adarabioyo      | 26       | hátvéd      | Fulham                  | €0                      | [ 142 ]      |
| Összesen              | Összesen | Összesen    | Összesen                | €243 500 000            | €243 500 000 |

#### Távozók
| Játékos           | Életkor  | Pozíció     | Hova             | Összeg       | For.         |
| ----------------- | -------- | ----------- | ---------------- | ------------ | ------------ |
| Ian Maatsen       | 22       | hátvéd      | Aston Villa      | €44 500 000  | [ 18 ]       |
| Conor Gallagher   | 24       | középpályás | Atlético Madrid  | €42 000 000  | [ 143 ]      |
| Lewis Hall        | 19       | hátvéd      | Newcastle United | €33 000 000  | [ 144 ]      |
| Romelu Lukaku     | 31       | csatár      | Napoli           | €30 000 000  | [ 145 ]      |
| Omari Hutchinson  | 20       | csatár      | Ipswich Town     | €23 500 000  | [ 146 ]      |
| Ângelo            | 19       | csatár      | en-Naszr         | €23 000 000  | [ 147 ]      |
| Diego Moreira     | 20       | csatár      | Strasbourg       | €2 000 000   | [ 148 ]      |
| Tino Anjorin      | 22       | középpályás | Empoli           | €0           | [ 149 ]      |
| Thiago Silva      | 39       | hátvéd      | Fluminense       | €0           | [ 150 ]      |
| Hakím Zíjes       | 31       | csatár      | Galatasaray      | €0           | [ 151 ]      |
| Malang Sarr       | 25       | hátvéd      | Lens             | €0           | [ 152 ]      |
| Mike Penders      | 19       | kapus       | Genk             | Kölcsönben   | [ 136 ]      |
| Aarón Anselmino   | 19       | hátvéd      | Boca Juniors     | Kölcsönben   | [ 137 ]      |
| Alfie Gilchrist   | 20       | hátvéd      | Sheffield United | Kölcsönben   | [ 153 ]      |
| Caleb Wiley       | 19       | hátvéd      | Strasbourg       | Kölcsönben   | [ 154 ]      |
| Datro Fofana      | 21       | csatár      | Göztepe          | Kölcsönben   | [ 155 ]      |
| Kepa Arrizabalaga | 29       | kapus       | Bournemouth      | Kölcsönben   | [ 58 ]       |
| Đorđe Petrović    | 24       | kapus       | Strasbourg       | Kölcsönben   | [ 156 ]      |
| Trevoh Chalobah   | 25       | hátvéd      | Crystal Palace   | Kölcsönben   | [ 157 ]      |
| Raheem Sterling   | 29       | csatár      | Arsenal          | Kölcsönben   | [ 158 ]      |
| Armando Broja     | 22       | csatár      | Everton          | Kölcsönben   | [ 159 ]      |
| Gabriel Slonina   | 20       | kapus       | Barnsley         | Kölcsönben   | [ 160 ]      |
| Lesley Ugochukwu  | 20       | középpályás | Southampton      | Kölcsönben   | [ 161 ]      |
| Eddie Beach       | 20       | kapus       | Crawley Town     | Kölcsönben   | [ 162 ]      |
| Bashir Humphreys  | 21       | hátvéd      | Burnley          | Kölcsönben   | [ 163 ]      |
| Összesen          | Összesen | Összesen    | Összesen         | €198 000 000 | €198 000 000 |

### Téli átigazolási időszak

#### Távozók
| Játékos            | Életkor  | Pozíció     | Hova              | Összeg                  | For.        |
| ------------------ | -------- | ----------- | ----------------- | ----------------------- | ----------- |
| Cesare Casadei     | 22       | középpályás | Torino            | €13 000 000             | [ 164 ]     |
| João Félix         | 25       | csatár      | Milan             | €5 500 000 (kölcsönben) | [ 165 ]     |
| Renato Veiga       | 21       | hátvéd      | Juventus          | €4 000 000 (kölcsönben) | [ 166 ]     |
| Carney Chukwuemeka | 21       | középpályás | Borussia Dortmund | €2 400 000 (kölcsönben) | [ 167 ]     |
| Caleb Wiley        | 20       | hátvéd      | Watford           | Kölcsönben              | [ 168 ]     |
| Ben Chilwell       | 28       | hátvéd      | Crystal Palace    | Kölcsönben              | [ 165 ]     |
| Összesen           | Összesen | Összesen    | Összesen          | €24 900 000             | €24 900 000 |

## Crystal Palace

### Nyári átigazolási időszak

#### Érkezők
| Játékos         | Életkor  | Pozíció     | Honnan                  | Összeg      | For.        |
| --------------- | -------- | ----------- | ----------------------- | ----------- | ----------- |
| Eddie Nketiah   | 25       | csatár      | Arsenal                 | €29 700 000 | [ 6 ]       |
| Maxence Lacroix | 24       | hátvéd      | VfL Wolfsburg           | €18 000 000 | [ 169 ]     |
| Sádí Ríád       | 21       | hátvéd      | Real Betis              | €15 000 000 | [ 170 ]     |
| Ismaïla Sarr    | 26       | csatár      | Olympique Marseille     | €15 000 000 | [ 171 ]     |
| Louie Moulden   | 22       | kapus       | Wolverhampton Wanderers | €0          | [ 172 ]     |
| Kamada Daicsi   | 27       | középpályás | Lazio                   | €0          | [ 173 ]     |
| Matt Turner     | 30       | kapus       | Nottingham Forest       | Kölcsönben  | [ 174 ]     |
| Trevoh Chalobah | 25       | hátvéd      | Chelsea                 | Kölcsönben  | [ 157 ]     |
| Összesen        | Összesen | Összesen    | Összesen                | €77 700 000 | €77 700 000 |

#### Távozók
| Játékos           | Életkor  | Pozíció     | Hova                    | Összeg       | For.         |
| ----------------- | -------- | ----------- | ----------------------- | ------------ | ------------ |
| Michael Olise     | 22       | csatár      | Bayern München          | €53 000 000  | [ 175 ]      |
| Joachim Andersen  | 28       | hátvéd      | Fulham                  | €29 500 000  | [ 176 ]      |
| Sam Johnstone     | 31       | kapus       | Wolverhampton Wanderers | €11 900 000  | [ 177 ]      |
| Jordan Ayew       | 32       | csatár      | Leicester City          | €5 900 000   | [ 178 ]      |
| Scott Banks       | 22       | csatár      | St. Pauli               | €400 000     | [ 179 ]      |
| Jairo Riedewald   | 27       | középpályás | Royal Antwerp           | €0           | [ 180 ]      |
| Malcolm Ebiowei   | 20       | csatár      | Oxford United           | Kölcsönben   | [ 181 ]      |
| Jesurun Rak-Sakyi | 21       | csatár      | Sheffield United        | Kölcsönben   | [ 182 ]      |
| Joe Whitworth     | 20       | kapus       | Exeter City             | Kölcsönben   | [ 183 ]      |
| David Ozoh        | 19       | középpályás | Derby County            | Kölcsönben   | [ 184 ]      |
| Naouirou Ahamada  | 22       | középpályás | Stade Rennais           | Kölcsönben   | [ 185 ]      |
| Odsonne Édouard   | 26       | csatár      | Leicester City          | Kölcsönben   | [ 186 ]      |
| Nathan Ferguson   | 23       | hátvéd      | Nincs klubja            | Nincs klubja | [ 180 ]      |
| James Tomkins     | 35       | hátvéd      | Nincs klubja            | Nincs klubja | [ 180 ]      |
| Összesen          | Összesen | Összesen    | Összesen                | €100 700 000 | €100 700 000 |

### Téli átigazolási időszak

#### Érkezők
| Játékos      | Életkor  | Pozíció     | Honnan   | Összeg      | For.        |
| ------------ | -------- | ----------- | -------- | ----------- | ----------- |
| Romain Esse  | 19       | középpályás | Millwall | €14 200 000 | [ 187 ]     |
| Ben Chilwell | 28       | hátvéd      | Chelsea  | Kölcsönben  | [ 165 ]     |
| Összesen     | Összesen | Összesen    | Összesen | €14 200 000 | €14 200 000 |

#### Távozók
| Játékos         | Életkor  | Pozíció     | Hova             | Összeg     | For.    |
| --------------- | -------- | ----------- | ---------------- | ---------- | ------- |
| Luke Plange     | 22       | csatár      | Motherwell       | Kölcsönben | [ 188 ] |
| Jeffrey Schlupp | 32       | középpályás | Celtic           | Kölcsönben | [ 189 ] |
| Rob Holding     | 29       | hátvéd      | Sheffield United | Kölcsönben | [ 190 ] |
| Összesen        | Összesen | Összesen    | Összesen         | €0         | €0      |

## Everton

### Nyári átigazolási időszak

#### Érkezők
| Játékos          | Életkor  | Pozíció     | Honnan              | Összeg                  | For.        |
| ---------------- | -------- | ----------- | ------------------- | ----------------------- | ----------- |
| Jake O’Brien     | 23       | hátvéd      | Olympique Lyonnais  | €19 500 000             | [ 191 ]     |
| Iliman Ndiaye    | 24       | csatár      | Olympique Marseille | €18 000 000             | [ 192 ]     |
| Tim Iroegbunam   | 21       | középpályás | Aston Villa         | €10 700 000             | [ 27 ]      |
| Jesper Lindstrøm | 24       | középpályás | Napoli              | €2 000 000 (Kölcsönben) | [ 193 ]     |
| Asmir Begović    | 37       | kapus       | QPR                 | €0                      | [ 194 ]     |
| Armando Broja    | 22       | csatár      | Chelsea             | Kölcsönben              | [ 159 ]     |
| Orel Mangala     | 26       | középpályás | Olympique Lyonnais  | Kölcsönben              | [ 195 ]     |
| Összesen         | Összesen | Összesen    | Összesen            | €50 200 000             | €50 200 000 |

#### Távozók
| Játékos       | Életkor  | Pozíció     | Hova                 | Összeg                | For.        |
| ------------- | -------- | ----------- | -------------------- | --------------------- | ----------- |
| Amadou Onana  | 22       | középpályás | Aston Villa          | €59 350 000           | [ 17 ]      |
| Ben Godfrey   | 26       | hátvéd      | Atalanta             | €12 000 000           | [ 196 ]     |
| Lewis Dobbin  | 21       | csatár      | Aston Villa          | €11 800 000           | [ 22 ]      |
| Neal Maupay   | 28       | csatár      | Olympique Marseille  | €500 000 (kölcsönben) | [ 197 ]     |
| Andy Lonergan | 40       | kapus       | Wigan Athletic       | €0                    | [ 198 ]     |
| Mason Holgate | 27       | hátvéd      | West Bromwich Albion | Kölcsönben            | [ 199 ]     |
| Harry Tyrer   | 22       | kapus       | Blackpool            | Kölcsönben            | [ 200 ]     |
| Dele Alli     | 28       | középpályás | Nincs klubja         | Nincs klubja          | [ 198 ]     |
| André Gomes   | 30       | középpályás | Nincs klubja         | Nincs klubja          | [ 198 ]     |
| Összesen      | Összesen | Összesen    | Összesen             | €83 650 000           | €83 650 000 |

### Téli átigazolási időszak

#### Érkezők
| Játékos        | Életkor  | Pozíció     | Honnan   | Összeg     | For.    |
| -------------- | -------- | ----------- | -------- | ---------- | ------- |
| Carlos Alcaraz | 22       | középpályás | Flamengo | Kölcsönben | [ 201 ] |
| Összesen       | Összesen | Összesen    | Összesen | €0         | €0      |

#### Távozók
| Játékos            | Életkor  | Pozíció  | Hova         | Összeg     | For.    |
| ------------------ | -------- | -------- | ------------ | ---------- | ------- |
| Harrison Armstrong | 18       | hátvéd   | Derby County | Kölcsönben | [ 202 ] |
| Összesen           | Összesen | Összesen | Összesen     | €0         | €0      |

## Fulham

### Nyári átigazolási időszak

#### Érkezők
| Játékos          | Életkor  | Pozíció     | Honnan            | Összeg      | For.        |
| ---------------- | -------- | ----------- | ----------------- | ----------- | ----------- |
| Emile Smith Rowe | 24       | középpályás | Arsenal           | €31 800 000 | [ 5 ]       |
| Joachim Andersen | 28       | hátvés      | Crystal Palace    | €29 500 000 | [ 176 ]     |
| Sander Berge     | 26       | középpályás | Burnley           | €23 550 000 | [ 203 ]     |
| Jorge Cuenca     | 24       | hátvéd      | Villarreal        | €6 700 000  | [ 204 ]     |
| Ryan Sessegnon   | 24       | középpályás | Tottenham Hotspur | €0          | [ 205 ]     |
| Reiss Nelson     | 24       | csatár      | Arsenal           | Kölcsönben  | [ 15 ]      |
| Összesen         | Összesen | Összesen    | Összesen          | €91 550 000 | €91 550 000 |

#### Távozók
| Játékos              | Életkor  | Pozíció     | Hova            | Összeg      | For.        |
| -------------------- | -------- | ----------- | --------------- | ----------- | ----------- |
| João Palhinha        | 29       | középpályás | Bayern München  | €51 000 000 | [ 206 ]     |
| Jay Stansfield       | 21       | csatár      | Birmingham City | €17 800 000 | [ 207 ]     |
| Tim Ream             | 36       | hátvéd      | Charlotte       | €0          | [ 208 ]     |
| Tyrese Francois      | 24       | középpályás | Wigan Athletic  | €0          | [ 209 ]     |
| Marek Rodák          | 27       | kapus       | el-Áttifák      | €0          | [ 209 ]     |
| Bobby Decordova-Reid | 31       | csatár      | Leicester City  | €0          | [ 210 ]     |
| Kevin Mbabu          | 29       | hátvéd      | Midtjylland     | €0          | [ 211 ]     |
| Tosin Adarabioyo     | 26       | hátvéd      | Chelsea         | €0          | [ 209 ]     |
| Willian              | 35       | csatár      | Olimbiakósz     | €0          | [ 209 ]     |
| Terence Kongolo      | 30       | hátvéd      | NAC Breda       | €0          | [ 209 ]     |
| Luke Harris          | 19       | középpályás | Birmingham City | Kölcsönben  | [ 212 ]     |
| Összesen             | Összesen | Összesen    | Összesen        | €68 800 000 | €68 800 000 |

## Ipswich Town

### Nyári átigazolási időszak

#### Érkezők
| Játékos          | Életkor  | Pozíció     | Honnan               | Összeg                  | For.         |
| ---------------- | -------- | ----------- | -------------------- | ----------------------- | ------------ |
| Omari Hutchinson | 20       | csatár      | Chelsea              | €23 500 000             | [ 146 ]      |
| Jacob Greaves    | 23       | hátvéd      | Hull City            | €21 500 000             | [ 213 ]      |
| Liam Delap       | 21       | csatár      | Manchester City      | €17 850 000             | [ 214 ]      |
| Jack Clarke      | 23       | csatár      | Sunderland           | €17 700 000             | [ 215 ]      |
| Dara O’Shea      | 25       | hátvéd      | Burnley              | €14 200 000             | [ 216 ]      |
| Sammie Szmodics  | 28       | csatár      | Blackburn Rovers     | €10 600 000             | [ 217 ]      |
| Arijanet Murić   | 25       | kapus       | Burnley              | €9 550 000              | [ 218 ]      |
| Chiedozie Ogbene | 27       | csatár      | Luton Town           | €9 500 000              | [ 219 ]      |
| Jens Cajuste     | 25       | középpályás | Napoli               | €1 500 000 (kölcsönben) | [ 220 ]      |
| Conor Townsend   | 31       | hátvéd      | West Bromwich Albion | €590 000                | [ 221 ]      |
| Ben Johnson      | 24       | hátvéd      | West Ham United      | €0                      | [ 222 ]      |
| Kalvin Phillips  | 28       | középpályás | West Ham United      | Kölcsönben              | [ 223 ]      |
| Összesen         | Összesen | Összesen    | Összesen             | €126 490 000            | €126 490 000 |

#### Távozók
| Játékos           | Életkor  | Pozíció     | Hova              | Összeg       | For.       |
| ----------------- | -------- | ----------- | ----------------- | ------------ | ---------- |
| Gassan Ahadme     | 23       | csatár      | Charlton Athletic | €1 180 000   | [ 224 ]    |
| Idrísz il-Mízúní  | 23       | középpályás | Oxford United     | €470 000     | [ 225 ]    |
| Kayden Jackson    | 30       | csatár      | Derby County      | €0           | [ 226 ]    |
| Václav Hladký     | 33       | kapus       | Burnley           | €0           | [ 226 ]    |
| Panutche Camara   | 27       | középpályás | Crawley Town      | €0           | [ 226 ]    |
| Nick Hayes        | 25       | kapus       | Barnet            | €0           | [ 226 ]    |
| Corrie Ndaba      | 24       | hátvéd      | Kilmarnock        | €?           | [ 227 ]    |
| Elkan Baggott     | 21       | hátvéd      | Blackpool         | Kölcsönben   | [ 228 ]    |
| Cameron Humphreys | 20       | középpályás | Wycombe Wanderers | Kölcsönben   | [ 229 ]    |
| George Edmundson  | 27       | hátvéd      | Middlesbrough     | Kölcsönben   | [ 230 ]    |
| Marcus Harness    | 28       | csatár      | Derby County      | Kölcsönben   | [ 231 ]    |
| Janoi Donacien    | 30       | hátvéd      | Nincs klubja      | Nincs klubja | [ 226 ]    |
| Freddie Ladapo    | 31       | csatár      | Nincs klubja      | Nincs klubja | [ 226 ]    |
| Dominic Ball      | 28       | középpályás | Nincs klubja      | Nincs klubja | [ 226 ]    |
| Sone Aluko        | 35       | csatár      | Visszavonult      | Visszavonult | [ 226 ]    |
| Összesen          | Összesen | Összesen    | Összesen          | €1 650 000   | €1 650 000 |

### Téli átigazolási időszak

#### Érkezők
| Játékos         | Életkor  | Pozíció     | Honnan                 | Összeg      | For.        |
| --------------- | -------- | ----------- | ---------------------- | ----------- | ----------- |
| Jaden Philogene | 22       | csatár      | Ipswich Town           | €23 800 000 | [ 44 ]      |
| Alex Palmer     | 28       | kapus       | West Bromwich Albion   | €2 400 000  | [ 232 ]     |
| Ben Godfrey     | 26       | hátvéd      | Atalanta               | Kölcsönben  | [ 233 ]     |
| Julio Enciso    | 21       | középpályás | Brighton & Hove Albion | Kölcsönben  | [ 128 ]     |
| Összesen        | Összesen | Összesen    | Összesen               | €26 100 000 | €26 100 000 |

#### Távozók
| Játékos          | Életkor  | Pozíció  | Hova             | Összeg     | For.     |
| ---------------- | -------- | -------- | ---------------- | ---------- | -------- |
| George Edmundson | 22       | hátvéd   | Middlesbrough    | €710 000   | [ 234 ]  |
| Alí el-Hamádí    | 22       | csatár   | Stoke City       | Kölcsönben | [ 235 ]  |
| Harry Clarke     | 23       | hátvéd   | Sheffield United | Kölcsönben | [ 236 ]  |
| Összesen         | Összesen | Összesen | Összesen         | €710 000   | €710 000 |

## Leicester City

### Nyári átigazolási időszak

#### Érkezők
| Játékos              | Életkor  | Pozíció     | Honnan                 | Összeg      | For.        |
| -------------------- | -------- | ----------- | ---------------------- | ----------- | ----------- |
| Oliver Skipp         | 23       | középpályás | Tottenham Hotspur      | €23 500 000 | [ 237 ]     |
| Bilál el-Hanúsz      | 20       | középpályás | Genk                   | €20 500 000 | [ 238 ]     |
| Abdul Fatawu         | 20       | csatár      | Sporting               | €16 250 000 | [ 239 ]     |
| Caleb Okoli          | 22       | hátvéd      | Atalanta               | €14 000 000 | [ 240 ]     |
| Jordan Ayew          | 32       | csatár      | Crystal Palace         | €5 900 000  | [ 178 ]     |
| Michael Golding      | 18       | középpályás | Fulham                 | €5 900 000  | [ 241 ]     |
| Bobby Decordova-Reid | 31       | csatár      | Fulham                 | €0          | [ 210 ]     |
| Facundo Buonanotte   | 19       | középpályás | Brighton & Hove Albion | Kölcsönben  | [ 116 ]     |
| Odsonne Édouard      | 26       | csatár      | Crystal Palace         | Kölcsönben  | [ 242 ]     |
| Összesen             | Összesen | Összesen    | Összesen               | €86 050 000 | €86 050 000 |

#### Távozók
| Játékos               | Életkor  | Pozíció     | Hova                | Összeg              | For.        |
| --------------------- | -------- | ----------- | ------------------- | ------------------- | ----------- |
| Kiernan Dewsbury-Hall | 25       | középpályás | Chelsea             | €35 400 000         | [ 243 ]     |
| Kelechi Iheanacho     | 27       | csatár      | Sevilla             | €0                  | [ 244 ]     |
| Dennis Praet          | 30       | középpályás | Royal Antwerp       | €0                  | [ 244 ]     |
| Ben Nelson            | 20       | hátvéd      | Oxford United       | Kölcsönben          | [ 245 ]     |
| Wanya Marçal          | 21       | csatár      | De Graafschap       | Kölcsönben          | [ 246 ]     |
| Tom Cannon            | 21       | csatár      | Stoke City          | Kölcsönben          | [ 247 ]     |
| Harry Souttar         | 27       | hátvéd      | Sheffield United    | Kölcsönben          | [ 248 ]     |
| Marc Albrighton       | 34       | középpályás | Visszavonult klubja | Visszavonult klubja | [ 244 ]     |
| Összesen              | Összesen | Összesen    | Összesen            | €35 400 000         | €35 400 000 |

### Téli átigazolási időszak

#### Érkezők
| Játékos        | Életkor  | Pozíció  | Honnan   | Összeg     | For.       |
| -------------- | -------- | -------- | -------- | ---------- | ---------- |
| Woyo Coulibaly | 25       | hátvéd   | Parma    | €3 000 000 | [ 249 ]    |
| Összesen       | Összesen | Összesen | Összesen | €3 000 000 | €3 000 000 |

#### Távozók
| Játékos         | Életkor  | Pozíció     | Hova             | Összeg      | For.        |
| --------------- | -------- | ----------- | ---------------- | ----------- | ----------- |
| Tom Cannon      | 22       | hátvéd      | Sheffield United | €11 850 000 | [ 250 ]     |
| Hamza Choudhury | 27       | középpályás | Sheffield United | Kölcsönben  | [ 251 ]     |
| Will Alves      | 19       | középpályás | Cardiff City     | Kölcsönben  | [ 252 ]     |
| Összesen        | Összesen | Összesen    | Összesen         | €11 850 000 | €11 850 000 |

## Liverpool

### Nyári átigazolási időszak

#### Érkezők
| Játékos             | Életkor  | Pozíció  | Honnan   | Összeg      | For.        |
| ------------------- | -------- | -------- | -------- | ----------- | ----------- |
| Giorgi Mamardasvili | 23       | kapus    | Valencia | €30 000 000 | [ 253 ]     |
| Federico Chiesa     | 26       | csatár   | Juventus | €12 000 000 | [ 254 ]     |
| Összesen            | Összesen | Összesen | Összesen | €42 000 000 | €42 000 000 |

#### Távozók
| Játékos             | Életkor  | Pozíció     | Hova              | Összeg       | For.        |
| ------------------- | -------- | ----------- | ----------------- | ------------ | ----------- |
| Sepp van den Berg   | 22       | hátvéd      | Brentford         | €23 600 000  | [ 76 ]      |
| Fábio Carvalho      | 21       | középpályás | Liverpool         | €23 400 000  | [ 77 ]      |
| Adrián              | 37       | kapus       | Real Betis        | €0           | [ 255 ]     |
| Giorgi Mamardasvili | 23       | kapus       | Valencia          | Kölcsönben   | [ 253 ]     |
| Calvin Ramsay       | 20       | hátvéd      | Wigan             | Kölcsönben   | [ 256 ]     |
| Stefan Bajčetić     | 19       | középpályás | Red Bull Salzburg | Kölcsönben   | [ 257 ]     |
| Marcelo Pitaluga    | 21       | kapus       | Livingston        | Kölcsönben   | [ 258 ]     |
| Nat Phillips        | 27       | hátvéd      | Derby County      | Kölcsönben   | [forrás?]   |
| Ben Doak            | 18       | csatár      | Middlesbrough     | Kölcsönben   | [ 230 ]     |
| Rhys Williams       | 23       | hátvéd      | Morecambe         | Kölcsönben   | [ 259 ]     |
| Joël Matip          | 32       | hátvéd      | Nincs klubja      | Nincs klubja | [ 255 ]     |
| Thiago Alcântara    | 33       | középpályás | Visszavonult      | Visszavonult | [ 255 ]     |
| Összesen            | Összesen | Összesen    | Összesen          | €47 000 000  | €47 000 000 |

### Téli átigazolási időszak

#### Távozók
| Játékos          | Életkor  | Pozíció     | Hova       | Összeg     | For.    |
| ---------------- | -------- | ----------- | ---------- | ---------- | ------- |
| Marcelo Pitaluga | 22       | kapus       | Fluminense | €0         | [ 260 ] |
| Calvin Ramsay    | 21       | hátvéd      | Kilmarnock | Kölcsönben | [ 261 ] |
| Stefan Bajčetić  | 20       | középpályás | Las Palmas | Kölcsönben | [ 262 ] |
| Összesen         | Összesen | Összesen    | Összesen   | €0         | €0      |

## Manchester City

### Nyári átigazolási időszak

#### Érkezők
| Játékos        | Életkor  | Pozíció     | Honnan    | Összeg      | For.        |
| -------------- | -------- | ----------- | --------- | ----------- | ----------- |
| Savinho        | 20       | csatár      | Troyes    | €25 000 000 | [ 263 ]     |
| İlkay Gündoğan | 33       | középpályás | Barcelona | €0          | [ 264 ]     |
| Összesen       | Összesen | Összesen    | Összesen  | €25 000 000 | €25 000 000 |

#### Távozók
| Játékos               | Életkor  | Pozíció     | Hova                    | Összeg                  | For.         |
| --------------------- | -------- | ----------- | ----------------------- | ----------------------- | ------------ |
| Julián Álvarez        | 24       | csatár      | Atlético Madrid         | €75 000 000             | [ 265 ]      |
| João Cancelo          | 30       | hátvéd      | el-Hilál                | €25 000 000             | [ 266 ]      |
| Taylor Harwood-Bellis | 22       | hátvéd      | Southampton             | €23 000 000             | [ 267 ]      |
| Liam Delap            | 21       | csatár      | Ipswich Town            | €17 850 000             | [ 268 ]      |
| Sergio Gómez          | 23       | hátvéd      | Real Sociedad           | €9 000 000              | [ 269 ]      |
| Tommy Doyle           | 22       | középpályás | Wolverhampton Wanderers | €5 000 000              | [ 270 ]      |
| Yan Couto             | 22       | hátvéd      | Borussia Dortmund       | €4 000 000 (Kölcsönben) | [ 271 ]      |
| Kalvin Phillips       | 28       | középpályás | Ipswich Town            | Kölcsönben              | [ 223 ]      |
| Máximo Perrone        | 21       | középpályás | Como                    | Kölcsönben              | [ 272 ]      |
| Issa Kaboré           | 23       | hátvéd      | Benfica                 | Kölcsönben              | [ 273 ]      |
| Összesen              | Összesen | Összesen    | Összesen                | €158 850 000            | €158 850 000 |

### Téli átigazolási időszak

#### Érkezők
| Játékos             | Életkor  | Pozíció     | Honnan              | Összeg       | For.         |
| ------------------- | -------- | ----------- | ------------------- | ------------ | ------------ |
| Omar Marmús         | 25       | csatár      | Eintracht Frankfurt | €75 000 000  | [ 274 ]      |
| Nico González       | 23       | középpályás | Porto               | €60 000 000  | [ 275 ]      |
| Abduqodir Xusanov   | 20       | hátvéd      | Lens                | €40 000 000  | [ 276 ]      |
| Vitor Reis          | 20       | csatár      | Palmeiras           | €37 000 000  | [ 277 ]      |
| Juma Bah            | 18       | hátvéd      | Real Valladolid     | €6 000 000   | [ 278 ]      |
| Christian McFarlane | 18       | hátvéd      | New York City       | €0           | [ 279 ]      |
| Összesen            | Összesen | Összesen    | Összesen            | €218 000 000 | €218 000 000 |

#### Távozók
| Játékos             | Életkor  | Pozíció  | Hova          | Összeg     | For.    |
| ------------------- | -------- | -------- | ------------- | ---------- | ------- |
| Issa Kaboré         | 23       | hátvéd   | Werder Bremen | Kölcsönben | [ 280 ] |
| Juma Bah            | 18       | hátvéd   | Lens          | Kölcsönben | [ 278 ] |
| Kyle Walker         | 34       | hátvéd   | Milan         | Kölcsönben | [ 281 ] |
| Josh Wilson-Esbrand | 22       | hátvéd   | Stoke City    | Kölcsönben | [ 282 ] |
| Összesen            | Összesen | Összesen | Összesen      | €0         | €0      |

## Manchester United

### Nyári átigazolási időszak

#### Érkezők
| Játékos          | Életkor  | Pozíció     | Honnan              | Összeg       | For.         |
| ---------------- | -------- | ----------- | ------------------- | ------------ | ------------ |
| Leny Yoro        | 18       | hátvéd      | Lille               | €62 000 000  | [ 283 ]      |
| Manuel Ugarte    | 23       | középpályás | Paris Saint-Germain | €50 000 000  | [ 284 ]      |
| Matthijs de Ligt | 24       | hátvéd      | Bayern München      | €45 000 000  | [ 285 ]      |
| Joshua Zirkzee   | 23       | csatár      | Bologna             | €42 500 000  | [ 286 ]      |
| Núszír Mázráví   | 26       | hátvéd      | Bayern München      | €15 000 000  | [ 287 ]      |
| Összesen         | Összesen | Összesen    | Összesen            | €214 500 000 | €214 500 000 |

#### Távozók
| Játékos           | Életkor  | Pozíció     | Hova                | Összeg                  | For.            |
| ----------------- | -------- | ----------- | ------------------- | ----------------------- | --------------- |
| Scott McTominay   | 27       | középpályás | Napoli              | €30 500 000             | [ 288 ]         |
| Mason Greenwood   | 22       | csatár      | Olympique Marseille | €26 000 000             | [ 289 ]         |
| Aaron Wan-Bissaka | 26       | hátvéd      | West Ham United     | €17 600 000             | [ 290 ]         |
| Willy Kambwala    | 19       | hátvéd      | Villarreal          | €10 000 000             | [ 291 ]         |
| Hannibal          | 21       | középpályás | Burnley             | €6 400 000              | [ 292 ]         |
| Facundo Pellistri | 22       | középpályás | Panathinaikósz      | €6 000 000              | [ 293 ]         |
| Álvaro Carreras   | 21       | hátvéd      | Benfica             | €6 000 000              | [ 294 ]         |
| Jadon Sancho      | 24       | csatár      | Chelsea             | €5 900 000 (kölcsönben) | [ 141 ] [ 295 ] |
| Donny van de Beek | 27       | középpályás | Girona              | €500 000                | [ 296 ]         |
| Omari Forson      | 19       | csatár      | Monza               | €0                      | [ 297 ]         |
| Charlie McNeill   | 20       | csatár      | Sheffield Wednesday | €0                      | [ 298 ]         |
| Raphaël Varane    | 31       | hátvéd      | Como                | €0                      | [ 299 ]         |
| Shola Shoretire   | 20       | csatár      | PAÓK                | €0                      | [ 299 ]         |
| Anthony Martial   | 28       | csatár      | Nincs klubja        | Nincs klubja            | [ 299 ]         |
| Brandon Williams  | 23       | hátvéd      | Nincs klubja        | Nincs klubja            | [ 299 ]         |
| Tom Huddlestone   | 37       | középpályás | Visszavonult        | Visszavonult            | [ 299 ]         |
| Összesen          | Összesen | Összesen    | Összesen            | €108 000 000            | €108 000 000    |

### Téli átigazolási időszak

#### Érkezők
| Játékos       | Életkor  | Pozíció  | Honnan   | Összeg      | For.       |
| ------------- | -------- | -------- | -------- | ----------- | ---------- |
| Patrick Dorgu | 20       | hátvéd   | Lecce    | €30 000 000 | [ 300 ]    |
| Ayden Heaven  | 18       | hátvéd   | Arsenal  | €1 800 000  | [ 16 ]     |
| Összesen      | Összesen | Összesen | Összesen | €1 800 000  | €1 800 000 |

#### Távozók
| Játékos         | Életkor  | Pozíció     | Hova             | Összeg     | For.    |
| --------------- | -------- | ----------- | ---------------- | ---------- | ------- |
| Marcus Rashford | 27       | csatár      | Aston Villa      | Kölcsönben | [ 41 ]  |
| Antony          | 24       | csatár      | Real Betis       | Kölcsönben | [ 301 ] |
| Tyrell Malacia  | 25       | hátvéd      | PSV              | Kölcsönben | [ 302 ] |
| Ethan Wheatley  | 19       | csatár      | Walsall          | Kölcsönben | [ 303 ] |
| Dan Gore        | 20       | középpályás | Rotherham United | Kölcsönben | [ 304 ] |
| Összesen        | Összesen | Összesen    | Összesen         | €0         | €0      |

## Newcastle United

### Nyári átigazolási időszak

#### Érkezők
| Játékos               | Életkor  | Pozíció  | Honnan            | Összeg      | For.        |
| --------------------- | -------- | -------- | ----------------- | ----------- | ----------- |
| Lewis Hall            | 19       | hátvéd   | Chelsea           | €33 000 000 | [ 305 ]     |
| Odiszéasz Vlahodímosz | 30       | kapus    | Nottingham Forest | €23 600 000 | [ 306 ]     |
| William Osula         | 21       | csatár   | Sheffield United  | €11 600 000 | [ 307 ]     |
| Llyod Kelly           | 25       | hátvéd   | Bournemouth       | €0          | [ 308 ]     |
| John Ruddy            | 37       | kapus    | Birmingham City   | €0          | [ 309 ]     |
| Összesen              | Összesen | Összesen | Összesen          | €68 200 000 | €68 200 000 |

#### Távozók
| Játékos         | Életkor  | Pozíció     | Hova                   | Összeg       | For.        |
| --------------- | -------- | ----------- | ---------------------- | ------------ | ----------- |
| Elliot Anderson | 21       | középpályás | Nottingham Forest      | €41 200 000  | [ 310 ]     |
| Yankuba Minteh  | 19       | csatár      | Brighton & Hove Albion | €35 000 000  | [ 97 ]      |
| Matt Ritchie    | 24       | csatár      | Portsmouth             | €0           | [ 311 ]     |
| Ryan Fraser     | 30       | csatár      | Southampton            | €0           | [ 312 ]     |
| Kelland Watts   | 24       | hátvéd      | Cambridge United       | €0           | [ 313 ]     |
| Harrison Ashby  | 22       | hátvéd      | Queens Park Rangers    | Kölcsönben   | [ 314 ]     |
| Joe White       | 21       | középpályás | Milton Keynes Dons     | Kölcsönben   | [ 315 ]     |
| Paul Dummett    | 32       | hátvéd      | Nincs klubja           | Nincs klubja | [ 316 ]     |
| Loris Karius    | 30       | kapus       | Nincs klubja           | Nincs klubja | [ 316 ]     |
| Jeff Hendrick   | 32       | középpályás | Nincs klubja           | Nincs klubja | [ 316 ]     |
| Összesen        | Összesen | Összesen    | Összesen               | €76 200 000  | €76 200 000 |

### Téli átigazolási időszak

#### Távozók
| Játékos        | Életkor  | Pozíció     | Hova             | Összeg                  | For.        |
| -------------- | -------- | ----------- | ---------------- | ----------------------- | ----------- |
| Miguel Almirón | 20       | csatár      | Atlanta United   | €9 550 000              | [ 317 ]     |
| Lloyd Kelly    | 26       | hátvéd      | Juventus         | €3 800 000 (kölcsönben) | [ 318 ]     |
| Isaac Hayden   | 29       | középpályás | Portsmouth       | Kölcsönben              | [ 319 ]     |
| Alex Murphy    | 20       | hátvéd      | Bolton Wanderers | Kölcsönben              | [ 320 ]     |
| Összesen       | Összesen | Összesen    | Összesen         | €13 350 000             | €13 350 000 |

## Nottingham Forest

### Nyári átigazolási időszak

#### Érkezők
| Játékos               | Életkor  | Pozíció     | Honnan               | Összeg       | For.         |
| --------------------- | -------- | ----------- | -------------------- | ------------ | ------------ |
| Elliot Anderson       | 21       | középpályás | Newcastle United     | €41 200 000  | [ 310 ]      |
| Nikola Milenković     | 26       | hátvéd      | Fiorentina           | €12 300 000  | [ 321 ]      |
| Ramón Sosa            | 24       | csatár      | Talleres de Córdoba  | €12 000 000  | [ 322 ]      |
| David Carmo           | 25       | hátvéd      | Porto                | €11 000 000  | [ 323 ]      |
| Morato                | 23       | hátvéd      | Benfica              | €11 000 000  | [ 324 ]      |
| Jota Silva            | 25       | csatár      | Vitória de Guimarães | €7 000 000   | [ 325 ]      |
| Marko Stamenić        | 22       | középpályás | Crvena zvezda        | €5 500 000   | [ 326 ]      |
| Carlos Miguel         | 25       | kapus       | Corinthians Paulista | €4 000 000   | [ 327 ]      |
| Eric da Silva Moreira | 18       | csatár      | St. Pauli            | €1 500 000   | [ 328 ]      |
| James Ward-Prowse     | 29       | középpályás | West Ham United      | Kölcsönben   | [ 329 ]      |
| Àlex Moreno           | 31       | hátvéd      | Aston Villa          | Kölcsönben   | [ 33 ]       |
| Összesen              | Összesen | Összesen    | Összesen             | €105 500 000 | €105 500 000 |

#### Távozók
| Játékos               | Életkor  | Pozíció     | Hova               | Összeg       | For.        |
| --------------------- | -------- | ----------- | ------------------ | ------------ | ----------- |
| Moussa Niakhaté       | 28       | hátvéd      | Olympique Lyonnais | €31 900 000  | [ 330 ]     |
| Odiszéasz Vlahodímosz | 30       | kapus       | Newcastle United   | €23 600 000  | [ 306 ]     |
| Orel Mangala          | 26       | középpályás | Olympique Lyonnais | €23 400 000  | [ 331 ]     |
| Joe Worrall           | 27       | hátvéd      | Burnley            | €5 900 000   | [ 332 ]     |
| Remo Freuler          | 32       | középpályás | Bologna            | €1 900 000   | [ 333 ]     |
| Scott McKenna         | 27       | hátvéd      | Las Palmas         | €0           | [ 334 ]     |
| Loïc Mbe Soh          | 23       | hátvéd      | Beerschot          | €0           | [ 334 ]     |
| Harry Arter           | 34       | középpályás | Precision          | €0           | [ 334 ]     |
| Brandon Aguilera      | 21       | középpályás | Rio Ave            | €?           | [ 335 ]     |
| Alex Mighten          | 22       | csatár      | San Diego          | €?           | [ 336 ]     |
| Hvang Idzso           | 32       | csatár      | Alanyaspor         | €?           | [ 337 ]     |
| David Carmo           | 25       | hátvéd      | Olimbiakósz        | Kölcsönben   | [ 323 ]     |
| Lewis O′Brien         | 25       | hátvéd      | Los Angeles FC     | Kölcsönben   | [ 338 ]     |
| Marko Stamenić        | 22       | középpályás | Olimbiakósz        | Kölcsönben   | [ 339 ]     |
| Jonathan Panzo        | 23       | hátvéd      | Rio Ave            | Kölcsönben   | [ 340 ]     |
| Matt Turner           | 30       | kapus       | Crystal Palace     | Kölcsönben   | [ 174 ]     |
| Omar Richards         | 26       | hátvéd      | Rio Ave            | Kölcsönben   | [ 341 ]     |
| Josh Bowler           | 25       | csatár      | Preston North End  | Kölcsönben   | [ 342 ]     |
| Cheikhou Kouyaté      | 34       | középpályás | Nincs klubja       | Nincs klubja | [ 334 ]     |
| Wayne Hennessey       | 37       | kapus       | Nincs klubja       | Nincs klubja | [ 334 ]     |
| Felipe                | 35       | hátvéd      | Visszavonult       | Visszavonult | [ 334 ]     |
| Összesen              | Összesen | Összesen    | Összesen           | €86 700 000  | €86 700 000 |

### Téli átigazolási időszak

#### Érkezők
| Játékos         | Életkor  | Pozíció  | Honnan       | Összeg       | For.    |
| --------------- | -------- | -------- | ------------ | ------------ | ------- |
| Tyler Bindon    | 20       | hátvéd   | Reading      | €?           | [ 343 ] |
| Wayne Hennessey | 37       | kapus    | Nincs klubja | Nincs klubja | [ 344 ] |
| Összesen        | Összesen | Összesen | Összesen     | €0           | €0      |

#### Távozók
| Játékos            | Életkor  | Pozíció     | Hova             | Összeg     | For.    |
| ------------------ | -------- | ----------- | ---------------- | ---------- | ------- |
| Andrew Omobamidele | 22       | hátvéd      | Strasbourg       | Kölcsönben | [ 345 ] |
| Josh Bowler        | 25       | csatár      | Luton Town       | Kölcsönben | [ 346 ] |
| Tyler Bindon       | 20       | hátvéd      | Reading          | Kölcsönben | [ 343 ] |
| Lewis O’Brien      | 26       | középpályás | Swansea City     | Kölcsönben | [ 347 ] |
| Emmanuel Dennis    | 27       | csatár      | Blackburn Rovers | Kölcsönben | [ 348 ] |
| Összesen           | Összesen | Összesen    | Összesen         | €0         | €0      |

## Southampton

### Nyári átigazolási időszak

#### Érkezők
| Játékos               | Életkor  | Pozíció     | Honnan                 | Összeg       | For.         |
| --------------------- | -------- | ----------- | ---------------------- | ------------ | ------------ |
| Taylor Harwood-Bellis | 22       | hátvéd      | Manchester City        | €23 000 000  | [ 267 ]      |
| Aaron Ramsdale        | 26       | kapus       | Arsenal                | €21 400 000  | [ 7 ]        |
| Flynn Downes          | 25       | középpályás | West Ham United        | €17 850 000  | [ 349 ]      |
| Cameron Archer        | 22       | csatár      | Aston Villa            | €17 600 000  | [ 26 ]       |
| Mateus Fernandes      | 20       | középpályás | Sporting               | €15 000 000  | [ 350 ]      |
| Ben Brereton          | 25       | csatár      | Villarreal             | €8 300 000   | [ 351 ]      |
| Szugavara Jukinari    | 24       | hátvéd      | AZ                     | €7 000 000   | [ 352 ]      |
| Ronnie Edwards        | 21       | hátvéd      | Peterborough United    | €3 500 000   | [ 353 ]      |
| Nathan Wood           | 22       | hátvéd      | Swansea City           | €3 500 000   | [ 354 ]      |
| Charlie Taylor        | 30       | hátvéd      | Southampton            | €0           | [ 355 ]      |
| Ryan Fraser           | 30       | csatár      | Newcastle United       | €0           | [ 312 ]      |
| Adam Lallana          | 36       | középpályás | Brighton & Hove Albion | €0           | [ 356 ]      |
| Macuki Kurju          | 21       | középpályás | FC Tokió               | €?           | [ 357 ]      |
| Juan                  | 22       | csatár      | São Paulo              | €?           | [ 358 ]      |
| Maxwel Cornet         | 27       | csatár      | West Ham United        | Kölcsönben   | [ 359 ]      |
| Lesley Ugochukwu      | 20       | középpályás | Chelsea                | Kölcsönben   | [ 161 ]      |
| Összesen              | Összesen | Összesen    | Összesen               | €117 150 000 | €117 150 000 |

#### Távozók
| Játékos          | Életkor  | Pozíció     | Hova                | Összeg      | For.        |
| ---------------- | -------- | ----------- | ------------------- | ----------- | ----------- |
| Carlos Alcaraz   | 21       | középpályás | Flamengo            | €18 000 000 | [ 360 ]     |
| Sékou Mara       | 22       | csatár      | Strasbourg          | €12 000 000 | [ 361 ]     |
| Lyanco           | 27       | hátvéd      | CA Mineiro          | €4 500 000  | [ 362 ]     |
| Duje Ćaleta-Car  | 27       | hátvéd      | Olympique Lyonnais  | €3 590 000  | [ 363 ]     |
| Romain Perraud   | 26       | hátvéd      | Real Betis          | €3 500 000  | [ 364 ]     |
| Stuart Armstrong | 32       | középpályás | Vancouver Whitecaps | €0          | [ 365 ]     |
| Ché Adams        | 27       | csatár      | Torino              | €0          | [ 366 ]     |
| Mateusz Lis      | 27       | kapus       | Göztepe             | €?          | [ 367 ]     |
| Juan             | 22       | csatár      | Göztepe             | Kölcsönben  | [ 368 ]     |
| Macuki Kurju     | 21       | középpályás | Göztepe             | Kölcsönben  | [ 357 ]     |
| Samuel Edozie    | 21       | csatár      | Anderlecht          | Kölcsönben  | [ 369 ]     |
| Shea Charles     | 20       | középpályás | Sheffield Wednesday | Kölcsönben  | [ 370 ]     |
| Összesen         | Összesen | Összesen    | Összesen            | €41 590 000 | €41 590 000 |

### Téli átigazolási időszak

#### Érkezők
| Játékos            | Életkor  | Pozíció     | Honnan                    | Összeg     | For.    |
| ------------------ | -------- | ----------- | ------------------------- | ---------- | ------- |
| Joachim Kayi Sanda | 18       | hátvéd      | Valenciennes              | €5 000 000 | [ 371 ] |
| Takaoka Rento      | 18       | csatár      | Niszso Gakuen Középiskola | €0         | [ 372 ] |
| Welington          | 23       | hátvéd      | São Paulo                 | €0         | [ 358 ] |
| Albert Grønbaek    | 23       | középpályás | Stade Rennais             | Kölcsönben | [ 373 ] |
| Összesen           | Összesen | Összesen    | Összesen                  | €0         | €0      |

#### Távozók
| Játékos        | Életkor  | Pozíció  | Hova                | Összeg     | For.    |
| -------------- | -------- | -------- | ------------------- | ---------- | ------- |
| Ronnie Edwards | 21       | hátvéd   | Queens Park Rangers | Kölcsönben | [ 374 ] |
| Ben Brereton   | 25       | csatár   | Sheffield United    | Kölcsönben | [ 375 ] |
| Összesen       | Összesen | Összesen | Összesen            | €0         | €0      |

## Tottenham Hotspur

### Nyári átigazolási időszak

#### Érkezők
| Játékos         | Életkor  | Pozíció     | Honnan       | Összeg       | For.         |
| --------------- | -------- | ----------- | ------------ | ------------ | ------------ |
| Dominic Solanke | 26       | csatár      | Bournemouth  | €64 300 000  | [ 59 ]       |
| Archie Gray     | 18       | középpályás | Leeds United | €41 250 000  | [ 376 ]      |
| Wilson Odobert  | 19       | csatár      | Burnley      | €29 300 000  | [ 377 ]      |
| Lucas Bergvall  | 18       | középpályás | Djurgårdens  | €10 000 000  | [ 378 ]      |
| Összesen        | Összesen | Összesen    | Összesen     | €144 850 000 | €144 850 000 |

#### Távozók
| Játékos               | Életkor  | Pozíció     | Hova                | Összeg      | For.        |
| --------------------- | -------- | ----------- | ------------------- | ----------- | ----------- |
| Oliver Skipp          | 23       | középpályás | Leicester City      | €23 500 000 | [ 237 ]     |
| Emerson               | 25       | hátvéd      | Milan               | €15 000 000 | [ 379 ]     |
| Joe Rodon             | 26       | hátvéd      | Leeds United        | €11 800 000 | [ 380 ]     |
| Giovani Lo Celso      | 28       | középpályás | Real Betis          | €5 000 000  | [ 381 ]     |
| Ivan Perišić          | 35       | csatár      | Hajduk Split        | €0          | [ 382 ]     |
| Eric Dier             | 30       | hátvéd      | Bayern München      | €0          | [ 382 ]     |
| Tanguy Ndombele       | 27       | középpályás | OGC Nice            | €0          | [ 382 ]     |
| Japhet Tanganga       | 25       | hátvéd      | Millwall            | €0          | [ 382 ]     |
| Ryan Sessegnon        | 24       | középpályás | Fulham              | €0          | [ 382 ]     |
| Alfie Devine          | 20       | középpályás | Westerlo            | Kölcsönben  | [ 383 ]     |
| Ashley Phillips       | 19       | hátvéd      | Stoke City          | Kölcsönben  | [ 384 ]     |
| Dane Scarlett         | 20       | csatár      | Oxford United       | Kölcsönben  | [ 385 ]     |
| Pierre-Emile Højbjerg | 28       | középpályás | Olympique Marseille | Kölcsönben  | [ 386 ]     |
| Bryan Gil             | 23       | csatár      | Girona              | Kölcsönben  | [ 387 ]     |
| Manor Szolomon        | 25       | csatár      | Leeds United        | Kölcsönben  | [ 388 ]     |
| Alejo Véliz           | 20       | csatár      | Espanyol            | Kölcsönben  | [ 389 ]     |
| Összesen              | Összesen | Összesen    | Összesen            | €55 300 000 | €55 300 000 |

### Téli átigazolási időszak

#### Érkezők
| Játékos        | Életkor  | Pozíció  | Honnan         | Összeg                   | For.        |
| -------------- | -------- | -------- | -------------- | ------------------------ | ----------- |
| Antonín Kinský | 21       | kapus    | Slavia Praha   | €16 500 000              | [ 390 ]     |
| Mathys Tel     | 19       | csatár   | Bayern München | €10 000 000 (kölcsönben) | [ 391 ]     |
| Jang Minjog    | 18       | csatár   | Gangvon        | €4 000 000               | [ 392 ]     |
| Kevin Danso    | 26       | hátvéd   | Lens           | Kölcsönben               | [ 393 ]     |
| Összesen       | Összesen | Összesen | Összesen       | €30 500 000              | €30 500 000 |

#### Távozók
| Játékos     | Életkor  | Pozíció  | Hova                | Összeg     | For.    |
| ----------- | -------- | -------- | ------------------- | ---------- | ------- |
| Jang Minjog | 18       | csatár   | Queens Park Rangers | Kölcsönben | [ 394 ] |
| Összesen    | Összesen | Összesen | Összesen            | €0         | €0      |

## West Ham United

### Nyári átigazolási időszak

#### Érkezők
| Játékos               | Életkor  | Pozíció     | Honnan                  | Összeg       | For.         |
| --------------------- | -------- | ----------- | ----------------------- | ------------ | ------------ |
| Max Kilman            | 27       | hátvéd      | Wolverhampton Wanderers | €47 500 000  | [ 395 ]      |
| Crysencio Summerville | 22       | csatár      | Leeds United            | €29 300 000  | [ 396 ]      |
| Niclas Füllkrug       | 31       | csatár      | Borussia Dortmund       | €27 000 000  | [ 397 ]      |
| Luis Guilherme        | 18       | középpályás | Palmeiras               | €23 000 000  | [ 398 ]      |
| Aaron Wan-Bissaka     | 26       | hátvéd      | Manchester United       | €17 600 000  | [ 290 ]      |
| Wes Foderingham       | 33       | kapus       | Sheffield United        | €0           | [ 399 ]      |
| Guido Rodríguez       | 30       | középpályás | Real Betis              | €0           | [ 400 ]      |
| Mohamadou Kanté       | 18       | középpályás | Paris FC                | €?           | [ 401 ]      |
| Carlos Soler          | 27       | középpályás | Paris Saint-Germain     | Kölcsönben   | [ 402 ]      |
| Jean-Clair Todibo     | 24       | középpályás | OGC Nice                | Kölcsönben   | [ 403 ]      |
| Összesen              | Összesen | Összesen    | Összesen                | €144 400 000 | €144 400 000 |

#### Távozók
| Játékos           | Életkor  | Pozíció     | Hova               | Összeg       | For.        |
| ----------------- | -------- | ----------- | ------------------ | ------------ | ----------- |
| Flynn Downes      | 25       | középpályás | Southampton        | €17 850 000  | [ 404 ]     |
| Szaíd Benráhma    | 28       | csatár      | Olympique Lyonnais | €14 400 000  | [ 405 ]     |
| Thilo Kehrer      | 27       | hátvéd      | AS Monaco          | €11 000 000  | [ 406 ]     |
| Nathan Trott      | 25       | kapus       | København          | €1 500 000   | [ 407 ]     |
| Divin Mubama      | 19       | csatár      | Manchester City    | €1 400 000   | [ 408 ]     |
| Joseph Anang      | 24       | kapus       | Saint Patrick’s    | €0           | [ 382 ]     |
| Ben Johnson       | 24       | hátvéd      | Ipswich Town       | €0           | [ 382 ]     |
| Angelo Ogbonna    | 36       | hátvéd      | Watford            | €0           | [ 382 ]     |
| Maxwel Cornet     | 27       | csatár      | Southampton        | Kölcsönben   | [ 359 ]     |
| James Ward-Prowse | 29       | középpályás | Nottingham Forest  | Kölcsönben   | [ 329 ]     |
| Mohamadou Kanté   | 18       | középpályás | Paris FC           | Kölcsönben   | [ 401 ]     |
| Nájf Ákerd        | 28       | középpályás | Real Sociedad      | Kölcsönben   | [ 409 ]     |
| Kurt Zouma        | 29       | hátvéd      | el-Orúba           | Kölcsönben   | [ 410 ]     |
| Divin Mubama      | 19       | csatár      | Nincs klubja       | Nincs klubja | [ 382 ]     |
| Összesen          | Összesen | Összesen    | Összesen           | €46 150 000  | €46 150 000 |

### Téli átigazolási időszak

#### Érkezők
| Játékos       | Életkor  | Pozíció  | Honnan                 | Összeg     | For.    |
| ------------- | -------- | -------- | ---------------------- | ---------- | ------- |
| Evan Ferguson | 20       | csatár   | Brighton & Hove Albion | Kölcsönben | [ 129 ] |
| Összesen      | Összesen | Összesen | Összesen               | €0         | €0      |

#### Távozók
| Játékos       | Életkor  | Pozíció  | Hova     | Összeg     | For.    |
| ------------- | -------- | -------- | -------- | ---------- | ------- |
| Maxwel Cornet | 28       | csatár   | Genoa    | Kölcsönben | [ 411 ] |
| Összesen      | Összesen | Összesen | Összesen | €0         | €0      |

## Wolverhampton Wanderers

### Nyári átigazolási időszak

#### Érkezők
| Játékos              | Életkor  | Pozíció     | Honnan          | Összeg                  | For.        |
| -------------------- | -------- | ----------- | --------------- | ----------------------- | ----------- |
| André                | 23       | középpályás | Fluminense      | €22 000 000             | [ 412 ]     |
| Rodrigo Gomes        | 20       | hátvéd      | Braga           | €15 000 000             | [ 413 ]     |
| Sam Johnstone        | 31       | kapus       | Crystal Palace  | €11 900 000             | [ 414 ]     |
| Pedro Lima           | 18       | hátvéd      | Sport Recife    | €10 000 000             | [ 415 ]     |
| Tommy Doyle          | 22       | középpályás | Manchester City | €5 000 000              | [ 270 ]     |
| Bastien Meupiyou     | 18       | hátvéd      | Nantes          | €5 000 000              | [ 416 ]     |
| Jørgen Strand Larsen | 24       | csatár      | Celta Vigo      | €3 000 000 (Kölcsönben) | [ 417 ]     |
| Carlos Forbs         | 20       | csatár      | Ajax            | €2 500 000 (Kölcsönben) | [ 418 ]     |
| Összesen             | Összesen | Összesen    | Összesen        | €74 400 000             | €74 400 000 |

#### Távozók
| Játékos         | Életkor  | Pozíció     | Hova              | Összeg       | For.         |
| --------------- | -------- | ----------- | ----------------- | ------------ | ------------ |
| Pedro Neto      | 24       | csatár      | Chelsea           | €60 000 000  | [ 131 ]      |
| Max Kilman      | 27       | hátvéd      | West Ham United   | €47 500 000  | [ 419 ]      |
| Daniel Podence  | 28       | csatár      | es-Sabáb          | €5 000 000   | [ 420 ]      |
| Louie Moulden   | 22       | kapus       | Crystal Palace    | €0           | [ 172 ]      |
| Bolla Bendegúz  | 24       | hátvéd      | Rapid Wien        | €0           | [ 421 ]      |
| Chiquinho       | 24       | csatár      | Mallorca          | Kölcsönben   | [ 422 ]      |
| Nathan Fraser   | 19       | csatár      | Zulte-Waregem     | Kölcsönben   | [ 423 ]      |
| Joe Hodge       | 21       | középpályás | Huddersfield Town | Kölcsönben   | [ 424 ]      |
| Fábio Silva     | 22       | középpályás | Las Palmas        | Kölcsönben   | [ 425 ]      |
| Chem Campbell   | 21       | középpályás | Reading           | Kölcsönben   | [ 426 ]      |
| Tawanda Chirewa | 20       | középpályás | Reading           | Kölcsönben   | [ 427 ]      |
| Ki-Jana Hoever  | 22       | hátvéd      | AJ Auxerre        | Kölcsönben   | [ 428 ]      |
| Hugo Bueno      | 21       | hátvéd      | Feyenoord         | Kölcsönben   | [ 429 ]      |
| Összesen        | Összesen | Összesen    | Összesen          | €112 500 000 | €112 500 000 |

### Téli átigazolási időszak

#### Érkezők
| Játékos          | Életkor  | Pozíció  | Honnan        | Összeg      | For.        |
| ---------------- | -------- | -------- | ------------- | ----------- | ----------- |
| Emmanuel Agbadou | 27       | hátvéd   | Stade Reims   | €20 000 000 | [ 430 ]     |
| Nasser Djiga     | 22       | hátvéd   | Crvena zvezda | €12 000 000 | [ 431 ]     |
| Összesen         | Összesen | Összesen | Összesen      | €32 000 000 | €32 000 000 |

#### Távozók
| Játékos         | Életkor  | Pozíció     | Hova              | Összeg     | For.       |
| --------------- | -------- | ----------- | ----------------- | ---------- | ---------- |
| Luke Cundle     | 22       | középpályás | Millwall          | €1 200 000 | [ 432 ]    |
| Tawanda Chirewa | 21       | középpályás | Huddersfield Town | Kölcsönben | [ 433 ]    |
| Összesen        | Összesen | Összesen    | Összesen          | €1 200 000 | €1 200 000 |